# Vive la classe
Pour plus de détails, voir Fiche technique et Distribution.
Vive la classe ou Les Gaîtés de l'escouade est un moyen métrage français réalisé par Maurice Cammage, sorti en 1932.

## Fiche technique
- Titre : Vive la classe ou Les Gaîtés de l'escouade
- Réalisation : Maurice Cammage
- Photographie : Paul Guichard
- Son : Laffont
- Production : Comptoir Général de la Cinématographie
- Directeur de production : Pierre Buchot
- Pays :  France
- Format : Noir et blanc - Son mono - 1,37:1 - 35 mm
- Genre : moyen métrage comique
- Durée : 55 minutes pour une longueur de 1 500 m
- Date de sortie : 
  - France - 27 mai 1932

## Distribution
- Fernandel : Moussin
- Pierre Larquey : L'adjudant
- Fernand René : Pancrasson
- Max Lerel : Le capitaine Roquard
- Émile Saint-Ober Gerbor
- Mireille Séverin : Élyane
- Paul Velsa : Poussinot
- Yvette Andreyor
- Lucy Clorival
- Henry Ebstein
- Robert Loir
- Renée Richard
- Jean-Paul Le Chanois
- Lucienne Claudy